# Lekárovce
Lekárovce (do roku 1948 Lekárt) jsou obec na Slovensku. Nacházejí se v Košickém kraji, v okrese Sobrance. Obec má rozlohu 12,27 km² a leží v nadmořské výšce 108 m. V roce 2011 v obci žilo 962 obyvatel. První písemná zmínka o obci pochází z roku 1400.
Do roku 1945 byla obec součástí Podkarpatské Rusi jako výběžek této země do území Slovenska. Poté, co Sovětský svaz obsadil bývalou nejvýchodnější část Československa, byly Lekárovce na základě petice místních obyvatel připojeny ke Slovensku. Krátce předtím naopak Sovětskému svazu připadlo 250 km² původně slovenského území v okresech Kráľovský Chlmec a Veľké Kapušany s obcemi Ašvaň, Batva, Čop, Galoč, Komárovce, Malé Slemence, Palaď, Palov, Rátovce, Surty, Šalamúnová a Téglás. Ačkoliv to často bývá považováno za výměnu území, ve skutečnosti mezi těmito územními změnami nebyla přímá souvislost.